# Diclorodifluorometano
Il diclorodifluorometano, noto commercialmente con le sigle Freon-12, o R-12, è un membro dei tetraalogenometani, molecole in cui l'atomo di carbonio è unito 4 atomi di alogeno ed è quindi allo stato di ossidazione +4, come anche in CF4 e CCl4, che ad esso sono isoelettronici di valenza. Appartiene alla famiglia dei clorofluorocarburi (CFC).
Sintetizzato da Thomas Midgley nel 1931, questo gas è stato impiegato come propellente nelle bombolette spray e soprattutto come fluido refrigerante fino agli anni 1990, per poi essere gradualmente vietato a seguito del protocollo di Montréal, sia come carica di impianti di climatizzazione nuovi sia per la ricarica di impianti esistenti, a causa della sua pericolosità nei confronti dell'ozono stratosferico, connesso alla formazione del buco nell'ozono. È stato sostituito dall'1,1,1,2-tetrafluoroetano (R-134a), che possiede comprimibilità pressoché uguale e non è dannoso per l'ozonosfera.

## Proprietà e struttura molecolare
Il diclorodifluorometano è un composto molto stabile, ΔHƒ° = -491,62 kJ/mol. L'atomo di carbonio, ibridato sp3, è al centro di un tetraedro distorto i cui vertici sono occupati dai due atomi di cloro e dai due atomi di fluoro, per cui la simmetria della molecola si abbassa da Td (tetraedro perfetto) a C2v. In conseguenza di ciò la molecola presenta una modesta polarità (μ = 0,51 D).
A temperatura e pressione ambiente si presenta in forma gassosa, ma è tecnicamente un vapore (Teb = -29,8 °C, Tcr = 112,0 °C), incolore e di odore etereo molto lieve, non infiammabile e non combustibile. Viene venduto liquefatto sotto pressione.
Da indagini spettroscopiche rotazionali (microonde) è stato possibile ricavare le lunghezze di legame e angoli di legame; dall'analisi dei dati si trovano i seguenti parametri:
r(C–F)) = 134,5 pm; r(C–Cl) = 177,4 pm;
∠(FCF) = 106,23°; ∠(FCCl) = 109,46°; ∠(ClCCl) = 112,55°.
Il legame C–F è appena più corto del normale (135 pm), ma un po' più lungo che in CF4 (131,5 pm) mentre quello C–Cl è appena più corto del normale (177 pm), ma appena più lungo che in CCl4 (176,7 pm). La distanza tra gli atomi di fluoro è di 215,16 pm, mentre la distanza attesa per l'interazione di non legame tra due atomi fluoro sarebbe 2 rvdW, cioè l'intervallo 300-320 pm; qualitativamente questo fenomeno si riscontra anche negli altri clorofluorometani, CClF3, CCl3F, ed anche in CF4. Similmente accade anche per la distanza tra gli atomi di cloro (290,10 pm), mentre quella attesa sarebbe 2 rvdW, cioè l'intervallo 340-380 pm.
L'angolo tra i legami carbonio-fluoro (∠FCF) è un po' minore dell'angolo tetraedrico (109,5°), quello tra i legami del C con F e Cl è praticamente uguale all'angolo tetraedrico e quello ClCCl ne è un po' maggiore.
Questo comportamento, che è qualitativamente simile a quello che si trova in altri clorofluorometani e idrofluorometani, è un tipico esempio illustrato dalla regola di Bent, la quale prevede una diversa ripartizione del carattere s per gli orbitali ibridi in base alle diverse elettronegatività: un minor carattere s è previsto in orbitali con cui il carbonio si lega ad atomi più elettronegativi di altri, qui F rispetto a Cl, e un maggior carattere s in gli orbitali ibridi con cui il carbonio si lega ad atomi meno elettronegativi di altri, qui Cl rispetto a F. A minor carattere s corrisponde ovviamente un maggior carattere p, perché l'ibridazione complessiva dell'atomo di carbonio resta sp3. Un aumento del carattere s comporta un'apertura dell'angolo di legame rispetto all'angolo tetraedrico, e viceversa per la sua diminuzione, come qui si osserva dalla struttura molecolare.

## Preparazione
Il diclorodifluorometano viene ottenuto facendo reagire il tetracloruro di carbonio con acido fluoridrico anidro in presenza di piccole quantità di SbFCl4 come catalizzatore:
CCl4  +  2 HF  →  CCl2F2  +  2 HCl
Da questo tipo reazione si possono anche ottenere il triclorofluorometano (CCl3F), il clorotrifluorometano (CClF3) e il tetrafluorometano (CF4).

## Usi
Nel suo impiego come refrigerante, il diclorodifluorometano è indicato come R-12 secondo il sistema di nomenclatura ASHRAE dei refrigeranti.